# 반야사상
반야사상은 불교의 근본사상 가운데 하나이다. 연기설(緣起說)을 공(空)의 입장에서 해명하여 지혜롭게 사는 법을 철학적으로 제시한 대표적인 사상이다.